# Kávézó terasza este
A Kávézó terasza este (Terrasse du café le soir) Vincent van Gogh holland festő 1888-ban készített olajfestménye, melyen egy arles-i kávézó terasza látható este, a gázlámpák megvilágításában.

## A festmény

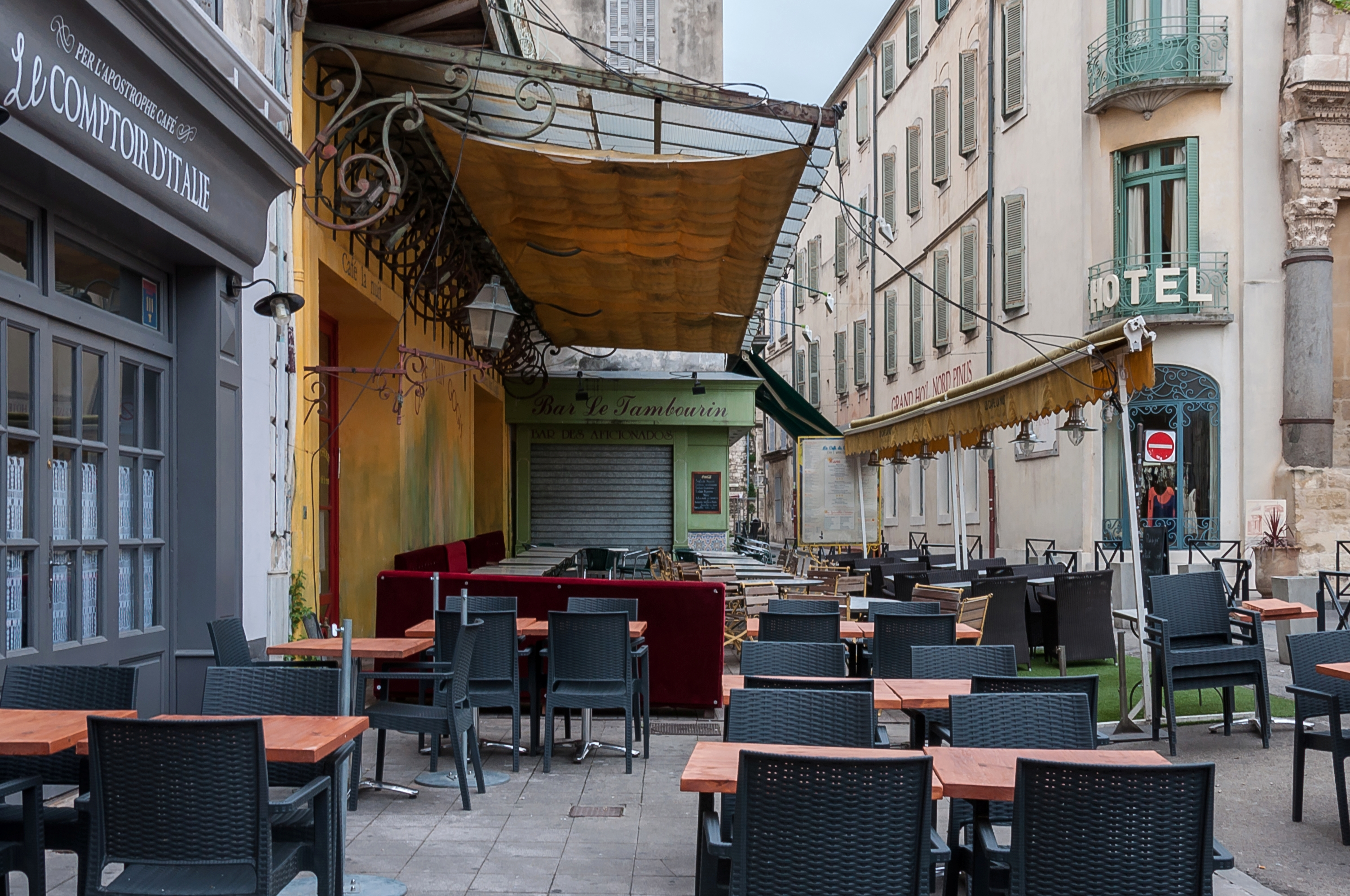
A kávézó terasza 2015-ben

Van Gogh 1888 szeptemberében Arles-ban a Place de Forum tér északkeleti sarkában állíthatta fel festőállványát. Bal felől a rue de Palais-ra vezető utca sarka, a kép középpontjában a kávézó kivilágított terasza, a vendégek, a háttérben pedig a templomtorony (ma Musée Lapidaire) felé vezető utcácska, az éjszakai égbolt, jobboldalt pedig egy kis virágbolt látható.
Van Gogh nem szignálta a festményt, de több levelében is megemlítette.
A festményt első alkalommal Kávézó, este (Café, le soir) címmel 1891-ben állították ki. Ez van Gogh első olyan alkotása, melyen csillagos égbolt látható. Még ugyanebben a hónapban festette Csillagos éjszaka a Rhône felett (1888) című képét. Egyik leghíresebb műve, a Csillagos éj 1889-ben, míg a szintén éjszakai égboltot ábrázoló Falusi út Provence-ban, éjjel (1890) egy évre rá készült el.
A festmény ma Otterlóban a Kröller-Müller Múzeumban látható.

## Értelmezések
Az amszterdami van Gogh múzeum kurátorai szerint a festményt Maupassant A szépfiú című regényének egyik részlete inspirálhatta. „A Madeleine-templom felé fordult, és sodródott a tömeg áradatával, amely a hőségtől elnehezedve folydogált. A zsúfolt nagy kávéházak kiáradtak a gyalogjáróra; a kivilágított homlokzat éles és nyers fényében mutogatták iszogató vendégeiket. Kis négyszögletes vagy kerek asztalokon mindenféle árnyalatú, vörös, sárga, zöld, barna folyadékok álltak előttük; a vizeskancsók belsejében ragyogtak a nagy, átlátszó jéghengerek, amelyek a szép tiszta vizet lehűtötték.” Bogomila Welsh-Ovcharov ezzel szemben úgy véli, hogy Louis Anquetin Avenue de Clichy, cinq heures du soir című festménye volt van Gogh ihletője.
Jared Baxter az Anistoriton című folyóiratban megjelent cikkében úgy véli, a festmény nem csupán egy kávézói életképet ábrázol, hanem Leonardo da Vinci Az utolsó vacsora (1498) című híres falfestményének interpretációja.

## Megjelenése a kultúrában
Mind a kávézó, mind a festmény megjelenik van Gogh életét bemutató A nap szerelmese (1956) című filmben, valamint a Ki vagy, doki? című brit televíziós sorozat Vincent és a doktor című epizódjában. Horvátországban az arlesi kávézóhoz hasonlító kávézót nyitottak.